# The Six Wives of Henry VIII – Live at Hampton Court Palace
The Six Wives of Henry VIII – Live at Hampton Court Palace is een livealbum uit 2009 van Rick Wakeman.
Het eerste officiële soloalbum van Rick Wakeman was The Six Wives of Henry VIII. Hij had toen net de Strawbs verwisseld voor Yes en had een heel arsenaal aan toetsinstrumenten tot zijn beschikking. Hij had toen ook de wens om deze elpee in zijn geheel en met orkest uit te voeren op de terreinen van het Hampton Court Palace. Het mocht er lang niet van komen. Totdat hij 35 jaar later in 2008 uitgenodigd werd zijn album te komen spelen ter ere van de 500e verjaardag van de troonsbestijging van Hendrik VIII van Engeland. In het voorprogramma stond een versie van zijn oude band Strawbs, Acoustic Strawbs, die hun optreden vastlegden als Acoustic Strawbs – Live at Hampton Court Palace. Op een van de dagen speelde Rick Wakeman met hen mee. 
Het album werd in drie versies uitgebracht:
- compact disc (met drie tracks minder dan de andere twee vanwege de lengte)
- dvd (op Eagle Vision)
- Blu-raydisc (op Eagle Vision) .

## Musici
- Rick Wakeman – Toetsinstrumenten, synthesizer, orgel, keytar, piano
- Dave Colquhoun – gitaar
- Jonathan Noyce – basgitaar
- Adam Wakeman – toetsinstrumenten, keytar
- Tony Fernandez – slagwerk
- Ray Cooper – percussie
- Pete Rinaldi – akoestische guitar
- Brian Blessed – verteller
- Guy Protheroe – dirigent van
- Orchestra Europa (een gelegenheidsorkest bestaande uit studenten)
- The English Chamber Choir

## Tracklist
Allen van Rick Wakeman. 

| Nr. | Titel                                         | Duur  |
| --- | --------------------------------------------- | ----- |
| 1.  | Tudorture - Henry's Fanfare (ontbreekt op cd) | 2:01  |
| 2.  | Tudorture - 1485                              | 9:25  |
| 3.  | Catherine of Aragon (2009)                    | 9:35  |
| 4.  | Katheryn Howard (2009)                        | 15:07 |
| 5.  | Jane's Prelude (ontbreekt op cd)              | 1:01  |
| 6.  | Jane Seymour (2009)                           | 8:30  |
| 7.  | Defender of the Faith                         | 13:06 |
| 8.  | Katherine Parr (2009)                         | 15:21 |
| 9.  | Anne of Cleves (2009)                         | 11:46 |
| 10. | Anne Boleyn (2009)                            | 14:18 |
| 11. | Tudorock                                      | 7:22  |
| 12. | Tudorture 1485 (ontbreekt op cd)              | 1:49  |

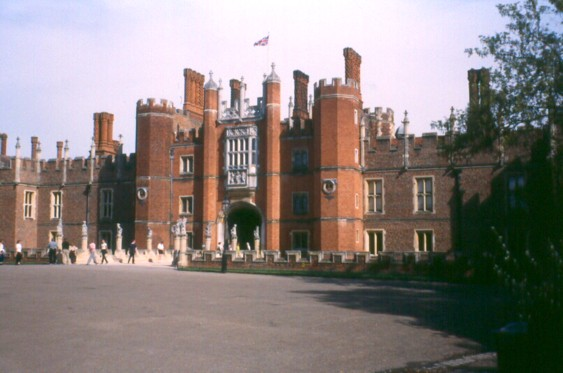
Hampton Court

De track Defender of the Faith zou ook op het originele album verschijnen; echter de maximale tijdsduur van een elpee weerhield destijds de opname daarvan. Tracks beginnend met Tudor zijn nieuw; tracks zijn uiteraard voorzien van een orkestratie; het arrangement is van Protheroe.